# Bin Ukishima
Bin Ukishima (浮嶋 敏 Ukishima Bin?, nacido el 4 de septiembre de 1967 en Tokio) es un exfutbolista japonés que se desempeñaba como defensa.

## Trayectoria

### Clubes
| Club          | País  | Año         |
| ------------- | ----- | ----------- |
| Nissan Motors | Japón | 1986 - 1991 |
| Fujitsu       | Japón | 1991 - 1995 |